# Orgyia corsica
Orgyia corsica is een vlinder uit de familie van de spinneruilen (Erebidae), onderfamilie donsvlinders (Lymantriinae). De wetenschappelijke naam van de 
soort is voor het eerst geldig gepubliceerd in 1834 door Boisduval.
Deze nachtvlinder komt voor in Europa.